# Sans un cri
Pour plus de détails, voir Fiche technique et Distribution.
Sans un cri est un film franco-belgo-italien réalisé par Jeanne Labrune et sorti en 1992.

## Fiche technique
- Titre : Sans un cri
- Réalisation : Jeanne Labrune
- Scénario : Jeanne Labrune
- Photographie : André Neau
- Décors : Emile Ghigo
- Costumes : Anne Schotte
- Son : Eric Devulder
- Montage : Guy Lecorne
- Musique : Anne-Marie Fijal
- Production :  French Productions - Art-Light Productions - Revfilms - Zenab
- Pays :  Belgique -  France -  Italie
- Durée : 86 minutes
- Date de sortie : France - 6 mai 1992

## Distribution
- Lio : Anne
- Rémi Martin : Pierre
- Nicolas Privé : Nicolas
- Vittoria Scognamiglio  : Lola
- Bruno Todeschini : Nicolas à 35 ans

## Distinctions

### Sélection
- Festival de Cannes 1992 (sélection de la Quinzaine des réalisateurs)[1]

### Récompenses
- Prix à la création de la Fondation Gan pour le cinéma (primé sur scénario)[2]
- Prix de la jeunesse 1992[3]